# Cis angustiformis
Cis angustiformis är en skalbaggsart som beskrevs av Perkins 1900. Cis angustiformis ingår i släktet Cis och familjen trädsvampborrare. Inga underarter finns listade i Catalogue of Life.